# Dia Internacional de l'Esport per al Desenvolupament i la Pau
El Dia Internacional de l'Esport per al Desenvolupament i la Pau (IDSDP) és una dia internacional que se celebra anualment el 6 d'abril per tal de destacar el poder de l'esport per impulsar el canvi social, el desenvolupament comunitari i per fomentar la pau i la comprensió.
Aquesta celebració anual es impulsada per l'Assemblea General de les Nacions Unides el 23 d'agost de 2013, amb el suport del Comitè Olímpic Internacional des del 6 d'abril de 2014. Aquesta data commemora la inauguració, l'any 1896, dels primers Jocs Olímpics de l'època moderna, a Atenes, (Grècia).
El 23 d'agost de 2013, l'Assemblea General de les Nacions Unides en la Resolució 67/296 decideix proclamar el 6 d'abril com el "Dia Internacional de l'Esport per al Desenvolupament i la Pau". Les Nacions Unides, amb aquesta commemoració, "conviden els Estats, el sistema de les Nacions Unides i en particular l'Oficina de l'Esport per al Desenvolupament i la Pau de les Nacions Unides, les organitzacions internacionals pertinents i les organitzacions esportives internacionals, regionals i nacionals, la societat civil, incloses les organitzacions no governamentals, i el sector privat, i totes les altres parts interessades pertinents per tal de cooperar, observar i donar a conèixer el "Dia Internacional de l'Esport per al Desenvolupament i la Pau".